# Église Saint-Martin de Champniers
L'église Saint-Martin est une église catholique située à Champniers, en France.

## Localisation
L'église est située dans le département français de la Vienne, sur la commune de Champniers. Son clocher se remarque de loin dans la verdure des douces collines.

## Historique
L'édifice est classé au titre des monuments historiques en 1994.
Le clocher et la toiture ont été restaurés au XIXe siècle par S. de Merandot.

## Description de l'édifice

### Les fresques
Il faut distinguer deux périodes de peinture :
- dans la nef et la chapelle latérale, un ensemble de fresques des XVe et XVIe siècles sont visibles. Les couleurs ocre rouge et ocre jaune sont dominantes. Malgré les dégradations du temps, les dessins sont encore très visibles et compréhensibles.
- dans l'abside et le chœur, les peintures ont été refaites en 1874 sur des fresques du XIVe siècle très dégradées. Cette restauration abusive a, cependant, le mérite d'avoir permis la conservation d'éléments de décor ancien.

En entrant, de gauche à droite :

#### L'enfer

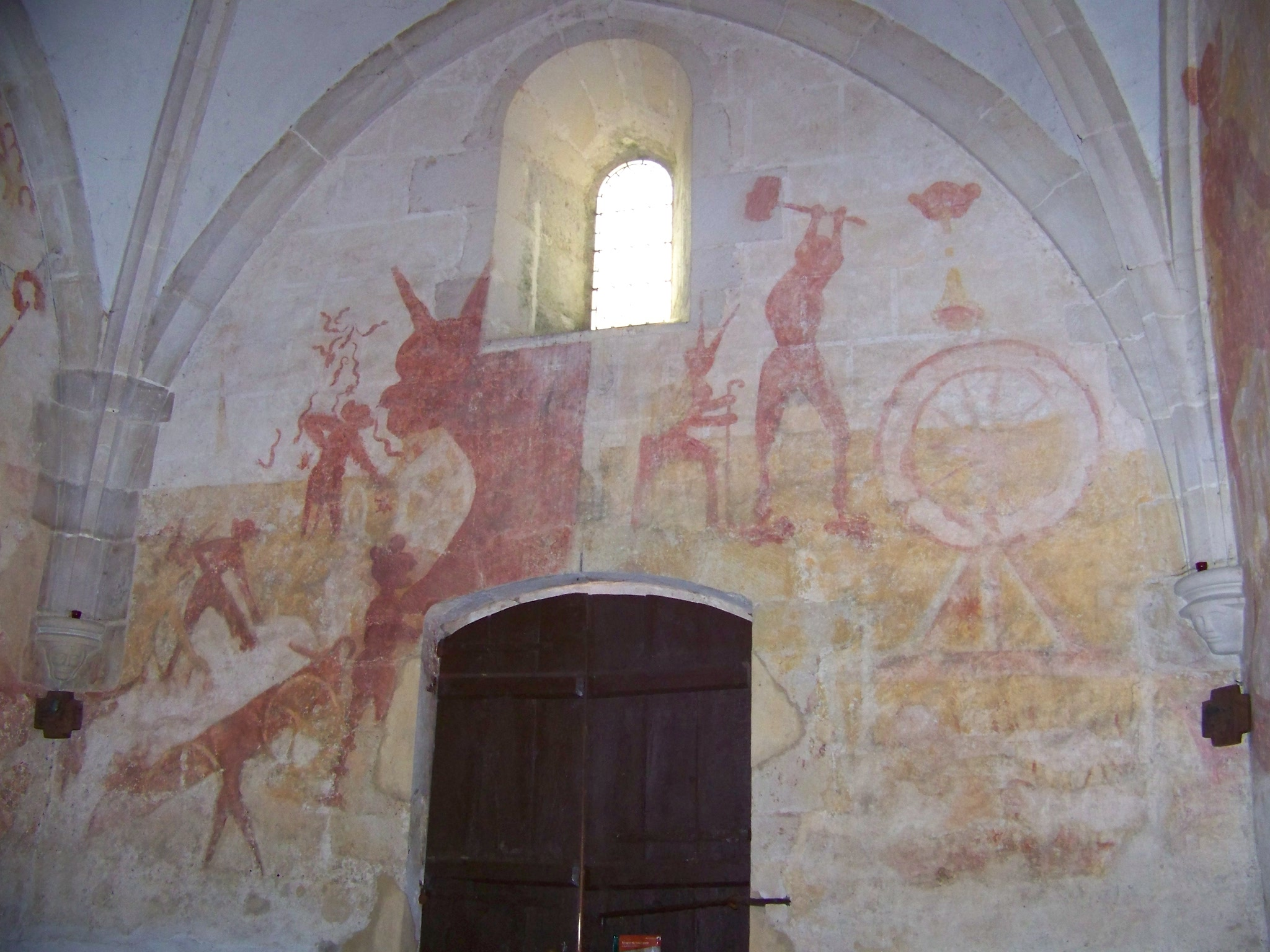
L'enfer.

Il est traité en rouge et en jaune vif. Il est très réaliste dans son iconographie : fournaises, damnés, démons, supplice.
À gauche, Satan surveille l'arrivée des damnés en charrette, leur enfournement dans les chaudrons par des diablotins. À droite, le supplice de la roue est réservé aux âmes des orgueilleux servi par un grand diable difforme armé d'un maillet.

#### Cavalcade des péchés capitaux et Crucifixion

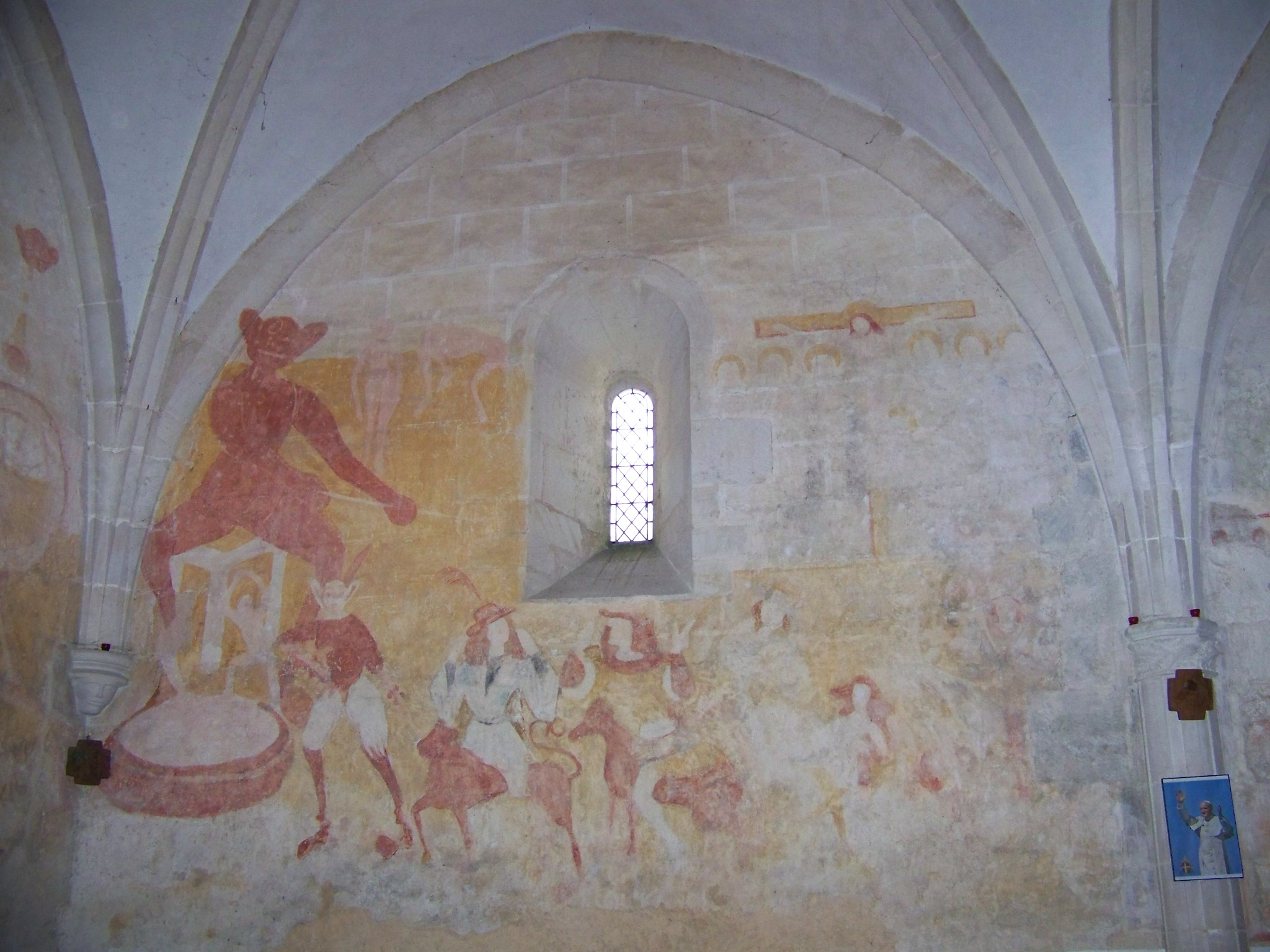
Cavalcade des péchés capitaux et Crucifixion.

Les sept péchés capitaux sont représentés, ici, par des personnages juchés sur des animaux chimériques. Il est possible d'y reconnaître l'Orgueil (en tête, coquettement vêtu), l'Envie à sa suite, la Luxure (épaules nues et silhouette gracile). 
Ces sept personnages sont entrainés vers les chaudrons par deux diables.
Comme dans le tableau de l'Enfer, les âmes perdues sont représentées par des corps nus et rose. Ici, elles s'abîment en Enfer entre les jambes d'un gigantesque diable ricanant.
Sur sa croix très haute, Jésus domine la Vierge Marie vêtue d'un manteau noir, saint Jean et les Saintes Femmes.

#### Saint Eloi, saint Michel, évêques et Vierge Marie; Annonciation

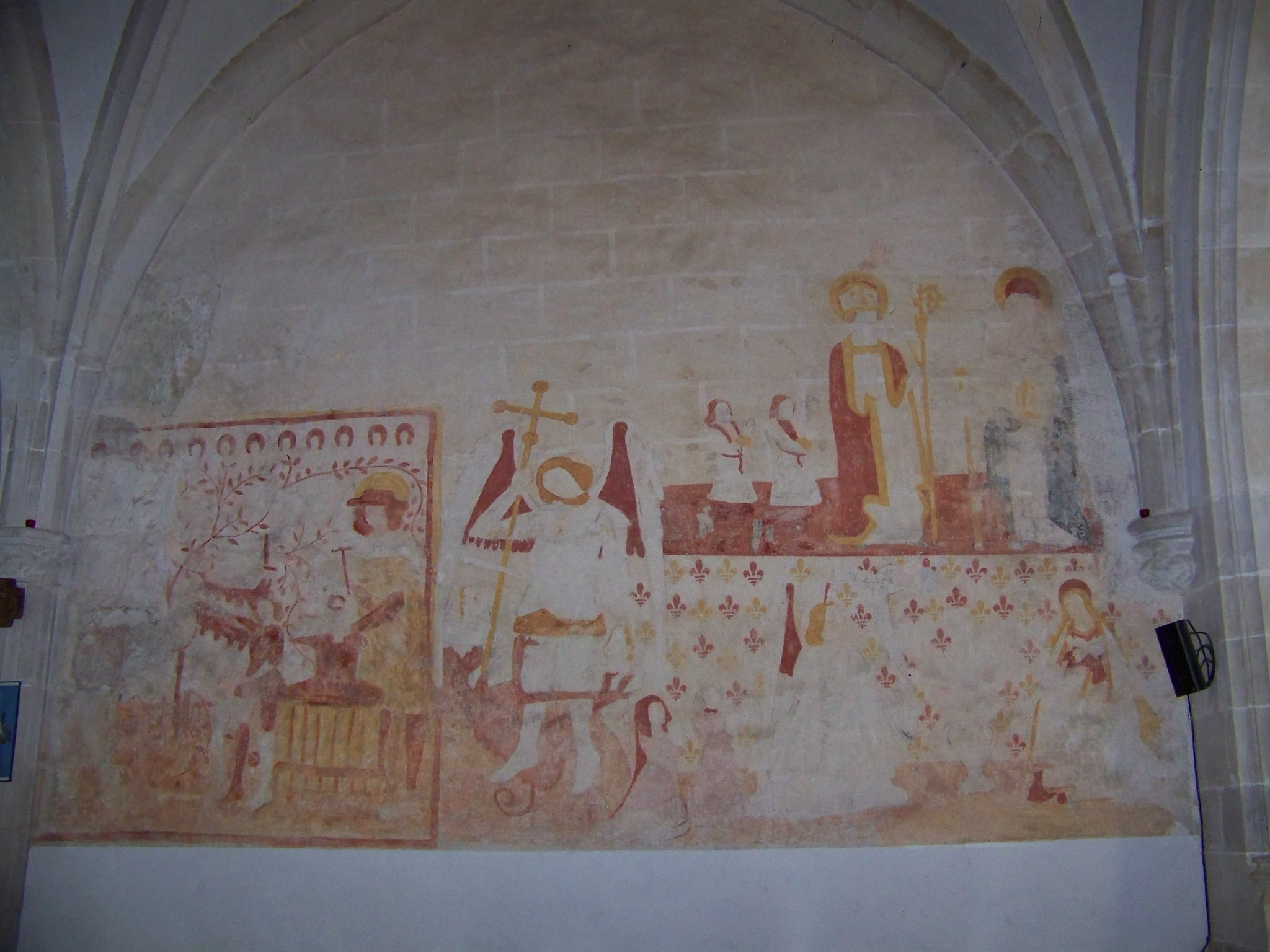
Fresque de saint Eloi et saint Michel.

Cette fresque se décompose en quatre tableaux.
D'abord, saint Eloi, en maréchal ferrant, forge un fer à cheval sur son enclume. Le cheval, bien effacé, est tenu par un aide, Jésus selon la légende.
Puis, saint Michel terrasse le dragon de sa lance et porte à sa ceinture une balance servant à la pesée des âmes.
Puis, un saint évêque tient la Vierge. Est-ce saint Éloi ? saint Blaise ?
Enfin, la Vierge, assise, écoute le message divin transmis par l'archange Gabriel.

#### Frise épiscopale et la Prière
Ces peintures datent de 1874.
La grande frise ornementale représente cinq évêques anonymes.
Les prières d'imploration et d'actions de grâce sont le thème de ce tableau qui représente ensuite deux orantes, mains jointes et levées, vêtues comme au XIVe siècle.

#### Fresque équestre
Cette peinture date de 1874. Elle a été refaite à son ancien emplacement. Elle représente le chevalier, ici saint Georges, en posture de combat pour affronter le dragon symbolisant le mal. Cette iconographie a connu un grand succès en Occident au XIe siècle. Il est souvent représenté sous les traits d'un paladin, c'est-à-dire comme un seigneur de la suite de Charlemagne à l'exemple de Roland, brave et chevaleresque. La scène représentée est la plus populaire de la vie de Saint George. Elle est l'allégorie de la lutte du bien contre le mal, des Apôtres contre l'hérésie. À partir du XVIe siècle, le culte de saint George et cette représentation disparaissent peu à peu, au moment où les combats singuliers à la lance et à l'épée cèdent la place à l'artillerie.
La cotte d'armes et le bouclier sont frappés aux armes du Christ.

#### Deux saint évêques
Cette peinture de 1874 représente deux évêques inconnus. Faut-il y voir saint Rémi, imploré autrefois à Champniers pour guérir les enfants malades ?

#### Le Christ en Majesté
Sur la voûte de l'abside, se détache un christ en Majesté. Il est au centre du monde. Il bénit de sa main droite l'humanité tout entière. Assis sur un trône antique, le Christ est entouré des quatre Évangélistes et de leurs symboles : l'aigle pour saint Jean ; le taureau pour saint Luc, le lion pour saint Marc et l'homme pour saint Mathieu.
Ce tétramorphe date du XIXe siècle.

#### Deux saint évêques
Sous deux arcades de style roman, ont été peints, au XIXe siècle, deux saints évêques. Ils représentent saint Martin, évêque de Tours, patron de l'église et, en chasuble bleu, saint Éloi, évêque de Noyon et patron des forgerons.
Les peintures occupent leurs emplacements des XIIIe et XIVe siècles.

#### Fresque équestre
Repeinte en 1874 à son emplacement des XIIIe et XIVe siècles, cette peinture représente saint Martin à cheval donnant la moitié de son manteau à un pauvre, qui, nimbé, pourrait être une représentation du Christ.

#### Saint Blaise
Cette fresque représente un des épisodes du martyre de saint Blaise, évêque arménien. Deux bourreaux torturent le saint, attaché à une colonne, tandis que deux anges le glorifient avec leur encensoir et lui montre de leur doigt, sa récompense : le ciel.
Au-dessus de la porte de la sacristie, la peinture représente saint Blaise allongé dans son tombeau avec, au-dessus, deux anges ouvrant les bras pour lui indiquer que les portes du Paradis qui se sont ouvertes pour l'accueillir.

#### La Cène
Iconographie classique du dernier repas de Jésus.

#### Le martyre de saint Sébastien
Au centre de la fresque, saint Sébastien est criblé de flèches par deux archers qui l'encadrent. Ces derniers sont vêtus à la mode des XVe et XVIe siècles.
En cette période où la peste noire a décimé une grande partie de la population européenne, Saint Sébastien, est le protecteur contre cette maladie. Il était, de ce fait, particulièrement invoqué.
À droite, en robe noire et rouge, un donateur.

#### Le Jugement Dernier
Le Christ, bras levés, entouré d'anges, de saints et d'élus domine la scène. 
À sa droite, la croix rappelle son sacrifice pour sauver les hommes.
Les anges jouent de la trompette tandis que la milice céleste entoure Saint Michel armé de sa longue lance et chargé de la pesée des âmes. Les élus empruntent l'escalier monumental au sommet duquel, à la porte du Paradis, devait se tenir saint Pierre. 
Les damnés, à gauche, sont refoulés vers l'Enfer.

### Les pierres commémoratives
À l'intérieur de l'église Saint-Martin, comme à l'extérieur, il est possible de découvrir des inscriptions contractuelles se développant sur les côtés des quatre piliers encadrant les autels secondaires et la chaire,ainsi que des pierres commémoratives sur la façade de l'église.
Ces pierres et ces textes rappellent et arrachent de l'oubli soit des faits importants pour les habitants de la paroisse de Champniers, soit marquent dans la pierre, pour l'éternité, le nom des donateurs soucieux de leur salut.
À l'extérieur, à droite du porche :
- un graffiti de 1716
- un écrit du XVe siècle rapportant la date d'achèvement des travaux de rénovation et d'embellissement du sanctuaire ainsi que les noms des principaux acteurs et artisans.

À l'intérieur, de gauche à droite :
- sur le côté nord, près de la chaire, un texte concernant une donation datant de 1706.
- toujours sur le côté nord, sur le pilier de l'arc de triomphe qui sépare le chœur et la nef, se développe une inscription de 1703. Elle concerne une rente pour dire des messes au profit d'un maréchal ferrant.
- sur le côté sud, sur le pilier de le pilier de l'arc de triomphe qui sépare le chœur et la nef, se trouve l'inscription la plus ancienne de l'église : 1507.
- sur le côté sud, en face de la chaire, sur le pilier de l'arc séparant la première et la deuxième travée, se trouve un texte de donation d'un laboureur qui souhaitait être enterré dans l'église. Le texte date de 1641 environ.

### Sources
- Champniers. Bulletin trimestriel des Amis du Pays Civraisien. Nouvelle série n° 89-90 Juin Septembre 1992.
- Fresques du Temps Passé de Saint Martin de Champniers par R.PAQUEREAU. Editions Public Média, 2004.